# Ettore Molinari

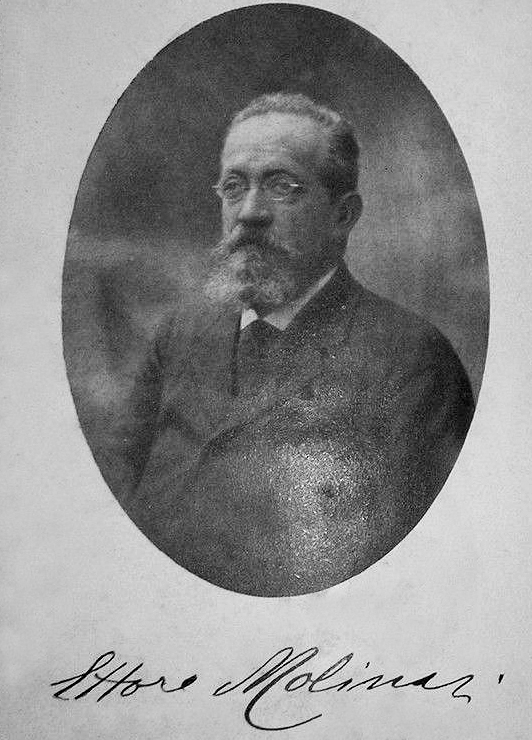

(Ettore Molinari, 1917)
Ettore Molinari (Cremona, 14 luglio 1867 – Milano, 9 novembre 1926) è stato un chimico e anarchico italiano.

## Biografia
Molinari nasce a Cremona il 14 luglio del 1867, da famiglia abbastanza agiata (piccoli proprietari terrieri e di un mulino a Manerbio, nel bresciano, presso cui lo stesso Ettore lavora per un anno dopo la bocciatura alla scuola tecnica di Cremona) e nel triennio 1882-1885 frequenta la scuola enologica di Conegliano, allora particolarmente all'avanguardia. Compagno di studi di Cinzano e di altri futuri illustri docenti universitari e industriali, fonda un nucleo di propaganda rivoluzionaria all'interno della scuola stessa.
È in questo ambito che viene formulata la proposta di solidarietà rivolto a tutti gli studenti rivoluzionari d'Italia: l'attivismo politico porta il gruppo di Molinari all'espulsione dalla scuola di Conegliano nel 1885.
Per continuare gli studi, Molinari decide con alcuni dei suoi compagni di iscriversi al corso di chimica del Politecnico di Zurigo, e in sei mesi riesce ad imparare il tedesco (indispensabile per seguire le lezioni) e le nozioni di matematica che gli consentiranno di superare il severo esame di ammissione.
Rimane nel frattempo molto legato alle sue radici cremonesi, specialmente ai gruppi socialista di Leonida Bissolati e repubblicano di Arcangelo Ghisleri; mantiene dunque interessi e contatti con tutto il mondo socialista e libertario del Nord Italia, e nel frattempo si impegna politicamente anche a Zurigo, ove sviluppa una visione più marcata in direzione dell'impostazione anarco-comunista: al congresso del Partito Operaio Italiano di Pavia, nel 1887, sostiene la necessità di inserire nel programma l'abolizione della proprietà privata in vista di una proprietà e di un consumo collettivo dei beni.
È a Zurigo che stringe amicizia con Emilio Lepetit, figlio di uno dei più importanti industriali chimici italiani, che lavora nella città svizzera come assistente universitario; passato all'Università di Basilea, Molinari si laurea in chimica nel 1889 con il massimo dei voti e la lode.
Avendo mantenuto interessi anche in ambito storico e filosofico, testimoniati dalla scelta dei corsi facoltativi frequentati all'università (antropologia, preistoria umana, storia delle idee e del movimento comunista, filosofia del presente, colonizzazione europea), insieme al compagno (dai tempi di Conegliano) G. Mimunni, in seguito docente in diverse università italiane e infine firmatario del gentiliano Manifesto degli intellettuali fascisti, elabora un programma di socialismo anarchico basato sul positivismo evoluzionistico; la formula è altisonante, ma in sostanza Molinari e Mimunni vedono nella scienza un fattore di liberazione dell'uomo non solo sul piano della conoscenza, ma anche nella pratica: il socialismo, inteso come filosofia, sarebbe l'esatta antitesi della violenza e dello sfruttamento; su queste basi, esso viene inteso come un criterio scientifico di riorganizzazione della società.
Così come la scienza libera l'uomo dalla sottomissione agli eventi naturali, il socialismo lo emancipa dal dominio "dell'uomo sull'uomo"; è su queste basi che nel 1889 interviene nel dibattito apertosi nei movimenti socialisti del nord Italia sull'eventualità di una insurrezione popolare, con un articolo intitolato "La insurrezione oggi non darebbe il socialismo".
Sposatosi con Elena Delgrossi (da cui ebbe sette figli: Amile, Ribelle, Henry, Vittorio, Alessandro, Iride e Libero) e trasferitosi a Parigi per vedere una collezione di quadri di cui era entrato in possesso grazie ad un lascito ereditario, Molinari amplia i suoi contatti con il mondo socialista ed anarchico francese; partecipa nel 1889 al congresso di fondazione della Seconda Internazionale, ove esprime la propria solidarietà ad un compagno espulso per essersi schierato contro la maggioranza marxista. Divenuto punto di riferimento per molti fuoriusciti italiani, finirà con l'essere espulso dalla Francia per motivi politici, e si trasferirà a Londra. Impiegato come enologo presso una ditta italiana, continua la sua attività politica: è di quel periodo la compilazione di un manuale, comparso anonimo, ma a lui attribuito, che insegna come confezionare ordigni esplosivi e che sarà molto diffuso tra gli anarchici europei.
Dopo un'esperienza in Germania, presso un prestigioso laboratorio ad Heidelberg, rientra in Italia; per tre anni opera come assistente di Körner alla scuola Superiore di Agricoltura di Milano, finché nel 1895 lascia l'insegnamento e va a dirigere lo stabilimento tessile Rossi nei pressi di Vicenza, ove sviluppa e brevetta un nuovo metodo per la sgrassatura della lana. L'episodio è significativo del costante impiego di Molinari, volto alle ricadute tecnologiche delle innovazioni scientifiche.
Intorno al 1900 sceglie come istitutrice per i figli Nella Giacomelli, attivista anarchica, che in seguito diverrà anche la sua compagna.
Nel 1901 vince per concorso la direzione della Scuola di Chimica della Società di Incoraggiamento Arti e Mestieri di Milano, succedendo Giovanni Carnelutti, e dà un impulso notevole sia alla ricerca, sia agli sviluppi tecnologici, attirando a Milano molti giovani studiosi. Di quegli anni rimangono opere come il "Trattato di Chimica Generale e Applicata all'Industria", tradotto in molte lingue europee, e una serie di pubblicazioni di grande interesse realizzate insieme ai suoi assistenti. È Molinari ad ottenere il trasferimento a Milano, come suo assistente, di Michele Giua: costui sarà considerato per anni, dopo il maestro, il più grande esperto italiano di esplosivi. Giua ed il più celebre dei figli di Molinari, Henry (libero docente e direttore del laboratorio chimico al Politecnico di Milano) resteranno noti come gli unici chimici ad aver rifiutato il giuramento di fedeltà al fascismo, dimettendosi dall'insegnamento universitario nel 1933.
Prosegue nel frattempo anche l'attività di divulgazione politica e scientifica di Ettore Molinari: i due temi sono inestricabilmente legati, ed è sulla base di queste convinzioni che egli marca sempre più nettamente il proprio distacco dalle tesi di ispirazione marxista.
Nel 1902 Molinari riceve l'incarico della cattedra di Chimica Generale ed Inorganica presso Regio Istituto Tecnico Superiore (quello che diventerà Politecnico); nel 1904 passa all'insegnamento di Chimica Merceologica all'Università commerciale Bocconi, e dal 1906 è contemporaneamente direttore della Scuola professionale per l'industria dei saponi e materie grasse, di cui era stato uno dei fondatori: questa si trasformerà poi nella Regia Stazione Sperimentale per gli Olii e Grassi di Milano.
Malgrado le sue convinzioni, ed in virtù delle sue competenze indiscusse, Molinari all'entrata dell'Italia nella Grande Guerra diviene direttore chimico della SIPE di Cengio, Savona, allora la più importante produttrice di esplosivi in Italia; nel 1916, lasciata la Società di Incoraggiamento Arti e Mestieri, succede al prof. Gabba sulla cattedra di Chimica Tecnologica al Politecnico, dove procede al riordino dei laboratori: gli allievi della sezione di Ingegneria Chimica passano, sotto la sua direzione, da 3 a 40/50 all'anno.
Se il suo impegno presso la SIPE prosegue, le sue convinzioni continuano a porre in discussione la guerra:
(Ettore Molinari, 1917)
è tratta dall'introduzione alla quarta edizione del "Trattato di chimica generale applicata all'industria" del 1917; nello stesso anno scrive al sindaco di Manerbio per rifiutare il pagamento delle tasse destinate al finanziamento della guerra:
(Ettore Molinari, 1917)
Al termine del conflitto Molinari prosegue la sua carriera universitaria, partecipa alla fondazione della Associazione Italiana di Chimica Generale ed Applicata, contribuisce alla pubblicazione della rivista "Giornale di Chimica Industriale", e soprattutto si occupa della riconversione delle industrie belliche: realizza gli impianti di produzione di coloranti della Montecatini, poi quelli per la produzione dell'olio di anilina, della paranitroanilina, del betanaftolo, della nitronaftalina, della alfaneftilammina, tutte presso gli stabilimenti di Cengio. Sul piano politico partecipa alla fondazione della Unione anarchica italiana (Firenze, 1919), del cui Consiglio Generale entra a far parte; da una sua proposta (e da un suo finanziamento) nasce nel 1920 il giornale anarchico "Umanità Nova".
La sua attività politica diviene sospetta: nel dicembre dello stesso anno è processato, insieme a redattori ed amministratori del giornale, per "apologia di delitti...pericoloso incitamento alla disubbidienza della legge e all'odio di classe"; pur assolto nel 1921, vede arrestare la seconda moglie e il figlio Libero con l'accusa di coinvolgimento nell'attentato al cinema Diana, verificatosi il 23 marzo. Si impegna nella difesa dei familiari, ma viene contestato da alcuni dei suoi studenti che gli rinfacciano un coinvolgimento diretto nella vicenda. Ancora nel 1922 deve presentarsi davanti alla giustizia per la propaganda anarchica svolta attraverso il giornale "Umanità Nova", e viene nuovamente assolto; la sede del giornale è assaltata dai fascisti, e si trasferisce a Roma. Qui Molinari partecipa anche all'ultima seduta del consiglio di redazione, nell'ottobre del 1922: il giornale viene chiuso dopo la marcia su Roma dello stesso anno.
Molinari rimane sotto il controllo della polizia anche in seguito, ed il prefetto Rocca lo descrive in una sua informativa: "Professa tuttora le teorie libertarie senza però dal luogo a rimarchi; trattasi di anarchico idealista ed alieno attualmente da ogni azione di propaganda e di violenza.".
In data 9 novembre 1926 muore a Milano, per un attacco di angina, mentre progetta di lasciare nuovamente il paese; la moglie ed i figli Henry e Libero finiranno sotto inchiesta, per poi essere rilasciati, in seguito agli attentati al duce del 1926.

## Pubblicazioni
- Epifane (pseudonimo di Ettore Molinari), Verso l'Anarchia. Con lettera polemica di P. Kropotkine, Milano 1907.
- Epifane (pseudonimo di Ettore Molinari) ed Ireos (pseudonimo della seconda moglie, Nella Giacomelli), Un triste caso di libellismo anarchico. (Risposta ad un turpe libello di Paolo Schicchi), Milano 1909.
- Ettore Molinari, Ferdinando Quartieri, Notizie sugli esplodenti in Italia, Milano 1913.
- Epifane (pseudonimo di Ettore Molinari), Fattori Economici pel successo della Rivoluzione Sociale, Milano 1920.
- E. Molinari, La costituzione dei diazoamidicomposti misti – dissertazione inaugurale alla Università di Basilea, Basilea 1888.
- E. Molinari, Nuovo apparecchio per la determinazione del grasso nel latte, in: Il Selmi 2 (1981), n. 1 e in: Berichte der deutschen Chemischen Gesellschaft 24 (1891), p. 2204.
- E. Molinari, Il peso specifico del siero del latte, in: Il Selmi 2 (1891), n. 2 e in Staz. Sperim. Agrarie ital. 22 (1892), p. 67.
- E. Molinari, Stereochimica o motochimica?, in: Gazzetta della Chimica Italiana 23 (1893), p. 47 e in: Journal für praktische Chemie 48 (1893), p. 113.
- E. Molinari, Saggio qualitativo dei grassi, in: Il Selmi 4 (1894), n. 10-11.
- E. Molinari, Natura e causa della pressione osmotica, in Gazzetta della Chimica Italiana 25 (1895), p. 190.
- E. Molinari, Nuovo metodo di sgrassatura della lana e contemporanea estrazione dei sali potassici, Brevetto (1895).
- E. Molinari, Origine e sviluppo della grande industria in Germania, in: Annuario Società Chimica di Milano 4 (1898) p. 40 e in: L'Industria 12 (1898), pp. 310 e 326.
- E. Molinari, Il cotone mercerizzato e lucido, in Annuario della Società Chimica di Milano 4 (1898), p. 180 e in: L'Industria, 12 (1898), pp. 698, 715 e 737.
- E. Molinari, Trasformazione dell'anidride pirocinconica in acido pirocinconico fumaroide, in: Annuario della Società Chimica di Milano 6 (1900), p. 99 e in: Berichte der deutschen Chemischen Gesellschaft 33 (1900), pp. 1408.
- E. Molinari, Preparazione della tumelina, Brevetto (1900).
- E. Molinari, L'alcool nell'igiene e nella civiltà, in: L'Astico 4 (1900).
- E. Molinari, L'industria della caseina e l'utilizzazione del latte magro, in: L'Agricoltura moderna 36/37 (1901).
- E. Molinari, Chimica vecchia e chimica nuova, Milano 1902.
- E. Molinari, L'ozono nell'industria e nella sterilizzazione dell'acqua, in: Annuario della Società di Chimica di Milano 9 (1903), p. 145.
- E. Molinari, Per l'acqua potabile nelle campagne, sterilizzazione mediante l'ozono, in: L'Agricoltura moderna 44 (1904)
- E. Molinari, La seta artificiale, in: Il legno 4 (1905), nn. 1-2.
- E. Molinari, La seta artificiale, in: Rassegna mineraria e della industria chimica 22 (1905), pp. 109 e 129.
- E.Molinari (in collaborazione con Soncini E.), Contributo allo studio degli olii – I comunicazione, in: Annuario della Società Chimica di Milano 11 (1905), p. 80.
- E.Molinari  (in collaborazione con Tornani G.), Azione dell'ozono sui composti ciclici, in: Annuario della Società Chimica di Milano 11 (1905), p. 225.
- E.Molinari, Trattato di chimica generale ed applicata all'industria: Chimica inorganica, Milano 1905.
- E.Molinari  (in collaborazione con Soncini E.), Contributo allo studio degli olii – II comunicazione: sull'ozonuro dell'acido oleico, in: Annuario della Società Chimica di Milano 12 (1906), p. 27.
- E.Molinari  (in collaborazione con Soncini E.), La costituzione dell'acido oleico – III comunicazione, in: Annuario della Società Chimica di Milano 12 (1906), p. 81.
- E.Molinari  (in collaborazione con Soncini E.), Costituzione dell'acido oleico e azione dell'ozono sui grassi, in: Atti del VI Congresso Internazionale di Chimica Applicata vol. III, Roma 1906, p. 65 e in: Berichte der deutschen Chemischen Gesellschaft 39 (1906), p. 2735.
- E.Molinari, Il presente e l'avvenire della seta artificiale, in: Atti del VI Congresso Internazionale di Chimica Applicata vol. III, Roma 1906, p. 157.

...
- Pubblicazioni di carattere divulgativo, apparse su diversi numeri delle riviste Il villaggio(del 1905 al 1910), La scienza per tutti (dal 1909 al 1911) e L'università popolare (nel 1908).